# Àrabs d'Israel
Els ciutadans àrabs d'Israel, són els ciutadans palestins que van romandre als territoris que avui formen part de l'estat d'Israel quan centenars de milers d'àrabs van ser expulsats de les seves llars per les forces sionistes durant la fundació d'Israel. Els àrabs israelians, són ciutadans de l'estat israelià, i tenen com a llengua materna l'àrab. Són majoritàriament musulmans, però també n'hi ha de cristians, de drusos i de bahais. Constitueixen al voltant del 19,8% de la població israeliana amb 1.413.000 habitants. Aquestes xifres, segons l'Oficina Central d'Estadístiques d'Israel (2006), inclouen al voltant de 250.000 habitants àrabs de Jerusalem Est, que és part dels territoris ocupats el 1967 no rconeguda internacionalment com a territori israelià, i uns 19.000 drusos dels Alts del Golan, també territori ocupat tots ells són ciutadans àrabs residents permanents des de l'any 1967, quan va tenir lloc la Guerra dels Sis Dies. La llengua pròpia és l'àrab, en el seu dialecte palestí.
Molts són habitants àrabs del Mandat Britànic de Palestina que van quedar residint dins de les fronteres d'Israel després de la Guerra Araboisraeliana de 1948, i les matances i el procés d'expulsió de la població autòctona palestina per part de les autoritats israelianes. En molts casos, les famílies quedaren dividies en els diferents territoris palestins, Israel ha impedit sempre tant el retorn i reagrupament dels familiars com de tots els refugiats expulsats de les seves localitats natals,a vui dins l'Estat d'Israel.
En l'any 1952, una llei de la Kenésset els va concedir la ciutadania israeliana i des d'aleshores, tenen els alguns dels drets i obligacions que tenen els altres ciutadans israelià. Tanmateix, no han de complir el servei militar obligatori en l'Exèrcit. (Excepte els ciutadans drusos). La seva situació econòmica en general és més deprimida que la dels altres ciutadans d'Israel, i han de patir discriminació de part de la població jueva, la meitat de la qual, el 2016, es mostrava favorable a l'expulsió dels àrabs d'Israel.
Un cas especial és el dels àrabs que viuen a Jerusalem Est i els Alts del Golan, ocupats i administrats per Israel des de la Guerra dels Sis Dies de 1967. Els residents de Jerusalem Est es van convertir en residents permanents d'Israel poc després de la guerra. Tot i posseir targetes d'identitat israelianes, només uns pocs d'ells han sol·licitat la ciutadania israeliana, a la qual tenen dret, i la majoria d'ells manté estrets vincles amb els altres territoris de la resta de Palestina com Cisjordània. No obstant això, com a residents permanents, tenen dret a votar en les eleccions municipals de Jerusalem, encara que un baix percentatge ho fa, i no poden ser escollits.
La majoria dels residents drusos dels Alts del Golan són considerats residents permanents en virtut de la Llei dels Alts del Golan de 1981. Pocs d'ells han acceptat la plena ciutadania israeliana, i la gran majoria es considera ciutadans de Síria.
L'estat d'Israel i els seus dirigents els han considerat una amenaça per al seu model d'estat només per a jueus, que des de 2018 contempla explícitament amb al Llei de l'Estat-nació jueu que només els jueus tenen el dret a decidir sobre el futur d'Israel, i la llengua oficial és l'hebreu, relegant la llengua àrab.

## Terminologia
«Àrabs d'Israel» (en hebreu: ערביי ישראל) és la forma d'ús corrent a l'Estat jueu, així com la més elaborada «ciutadans àrabs d'Israel» (הערבים אזרחי ישראל). Ambdues, junt a la d'«àrabs israelians», són potser les denominacions més usades també per la premsa i la literatura occidentals.
Als mitjans àrabs es fa servir també la denominació «àrabs d'Israel» (عرب إسرائيل), i també es fan servir «àrabs de l'interior» (عرب الداخل) o «àrabs del 48» (عرب الـ48, en referència a l'any de la Nakba o gran èxode palestí). Aquests termes no inclouen la població àrab de Jerusalem oriental o els drusos dels Alts del Golan, ja que consideren que aquests territoris estan ocupats per Israel des de 1967. Molts ciutadans àrabs d'Israel prefereixen anomenar-se a si mateixos, simplement, "palestins a Israel" o "ciutadans palestins d'Israel."

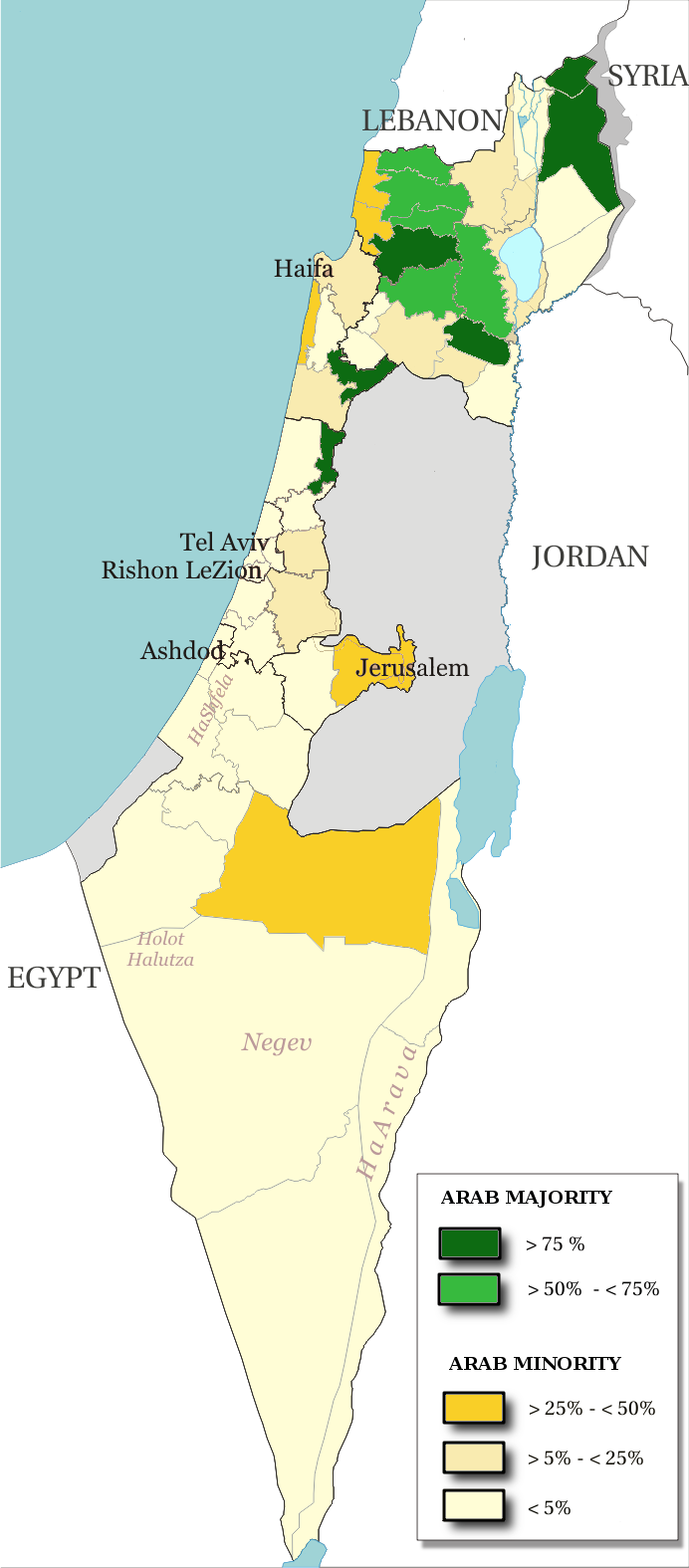
Població àrab d'Israel el 2000

Els jueus del Iemen i altres comunitats de jueus mizrahim que van emigrar o van ser expulsats de les seves llars històriques del món àrab, en gran part després de l'establiment de l'Estat d'Israel el 1948, o els seus descendents nascuts a Israel, no són identificats com àrabs, per bé que ells o els seus avantpassats immediats (pares, avis) són lingüísticament àrabs. L'Estat d'Israel mai els ha considerat com àrabs: els jueus de tots els orígens i sense distincions són oficial i col·lectivament considerats únicament com a jueus, i com a tals tenen a l'estat d'Israel privilegis com emigrar-hi, i comprar terres, mentre que les persones de patrimoni cultural i lingüístic d'origen àrab de qualsevol fe que no sigui jueva es consideren com a àrabs i estat exclosos d'aquests drets.

## Història

### 1948: Guerra àrab-israeliana
Arran de la Guerra araboisraeliana de 1948, el Mandat Britànic de Palestina va ser dividit en tres parts: Israel, Cisjordània i la Franja de Gaza. La major part de la població àrab (711.000 persones, segons l'ONU) va fugir, concentrant-se a la Franja de Gaza i a Cisjordània, o bé als estats àrabs veïns, particularment Jordània i Líban.
Després de la guerra Jordània va ocupar Cisjordània, annexionant-la posteriorment, i Egipte va establir una administració militar en la Franja de Gaza. Les cases i terres dels desplaçats van passar a ser propietat de l'estat, en alguns casos, i en uns altres les poblacions àrabs no es recolonitzaren sinó que es van destruir íntegrament. Més de 350 nuclis de població àrab (llogarets i barris) van desaparèixer completament, i la població de les ciutats costaneres, majoritàriament àrab, va deixar després del seu èxode nuclis urbans pràcticament buits. En algunes zones, no obstant això, l'èxode no es va produir o no va ser total. 150.000 palestins van romandre dintre de les fronteres d'Israel, a causa dels esdeveniments de la guerra: bé perquè van poder romandre en les seves cases i terres o bé perquè van anar a altres zones que quedarien incorporades a Israel. A la majoria d'aquests «refugiats interns», com als refugiats fora de les fronteres d'Israel, no se'ls va permetre tornar als seus llocs d'origen una vegada acabada la guerra.

### 1949-1966: Llei Marcial
A la població àrab que va romandre dintre d'Israel se li va concedir la ciutadania, encara que estava subjecta a una sèrie de mesures de control, a partir de 1949, que van conduir a la llei marcial. Això comportava la sol·licitud del permís del governador militar per a viatjar més d'una determinada distància des del seu domicili de residència. També incloïa l'ús del toc de queda, detencions administratives, expulsions, i altres activitats. La llei marcial es va aixecar de la població àrab que viu en ciutats majoritàriament jueves uns anys més tard, però es va mantenir en les zones àrabs fins a 1966.
Una varietat de mesures legals en vigor durant aquest període van facilitar la transferència de les terres abandonades pels àrabs a la propietat privada estatal, mitjançant la Llei de Propietat Absent de 1950, que permetia a l'estat prendre el control de les terres pertanyents als propietaris que van emigrar a altres països, i la Llei d'Adquisició de Terres de 1953, que va autoritzar al Ministeri d'Hisenda a transferir les terres expropiades a l'estat. Altres expedients jurídics comuns inclouen la utilització de normes d'excepció per a declarar com zona militar tancada les terres pertanyents a ciutadans àrabs, seguit per l'ús de la legislació otomana en terres abandonades per a prendre el control de la terra.
Després de la guerra de 1948, els àrabs d'Israel van configurar en els seus inicis un sector social totalment desestructurat, en el qual només la família romania com a institució, i sotmès a l'administració militar de l'Estat jueu, que, com a tal, era poc inclinat en principi a concedir-los drets de ciutadania, alguna cosa que no obstant això va fer en 1952. Se'ls va impedir viure en altre lloc que no fos aquell en el qual es trobaven en acabar la guerra, se'ls va prohibir adquirir terres o construir cases (i fins i tot remodelar les existents) i se'ls va allunyar dels beneficis socials israelians (sanitat, càrrecs públics, productes subvencionats...). Les zones geogràfiques on es concentraven van romandre sota administració militar fins a 1966: una part del Neguev, zones de la frontera nord-occidental amb Cisjordània i Galilea entorn de Natzaret.

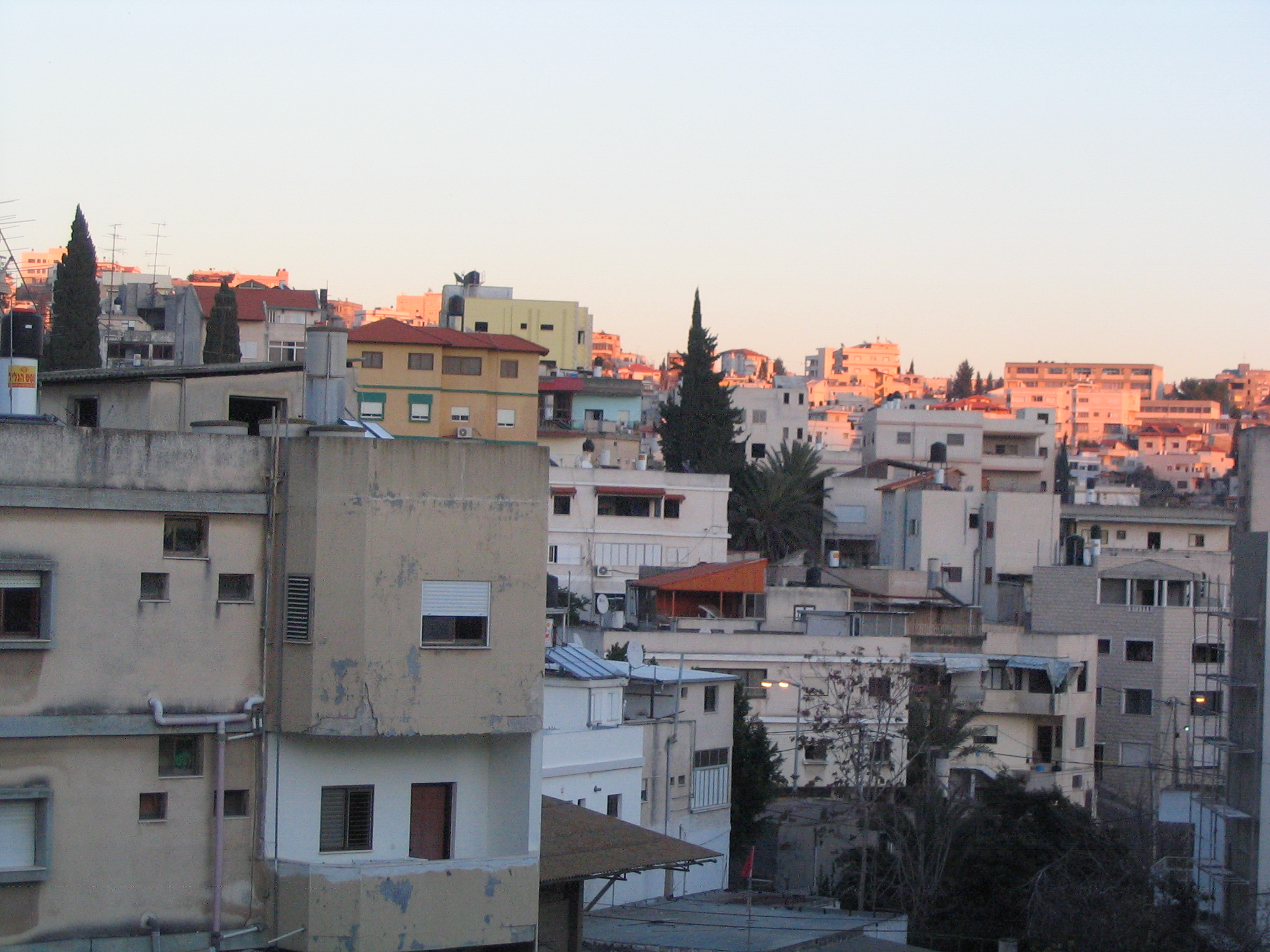
Natzaret, la principal ciutat dels àrabs israelians

Aquesta població va quedar exempta del servei militar obligatori: encara que podien presentar-se com voluntaris, no se'ls animava a fer-lo, doncs la seva lleialtat era posada en dubte. Per la seva banda, els àrabs en general no desitjaven formar part de l'exèrcit que combatia contra els palestins de fora d'Israel i contra altres àrabs. Aquesta situació, que continua fins avui dia, va en realitat més enllà de la qüestió del servei militar, doncs aquest és a Israel un autèntic pilar de la societat, que duu aparellades multitud d'avantatges socials a les quals no poden accedir qui no ho realitzen.
Els àrabs israelians eren després de la guerra majoritàriament camperols. Van sofrir importants impediments per a desenvolupar els seus cultius: restriccions d'aigua i llum i impossibilitat d'afiliar-se a les entitats cooperatives de la poderosa central sindical Histadrut i de l'Estat, raó per la qual no van poder competir amb els seus compatriotes jueus en matèria de comercialització, crèdits i modernització de les explotacions. Ja en els anys 50 les plantacions àrabs de cítrics havien desaparegut gairebé per complet, i els agricultors es van limitar a produir per a les necessitats de la seva casa principalment, amb un limitat comerç de verdures i oli d'oliva per al mercat hebreu. Amb aquestes condicions, molts àrabs van haver d'abandonar l'agricultura i convertir-se en assalariats en treballs no agrícoles i generalment no especialitzats (indústria, construcció), donant lloc d'aquesta manera als quals l'antropòleg Henry Rosenfeld denomina «proletarització dels àrabs d'Israel» que els va convertir en l'estrat més baix de l'escala ocupacional i social. Aquests canvis van afectar per altra banda a l'estructura familiar tradicional de la societat àrab-israeliana.
En 1956 es va produir la massacre de Kafr Qasim, un esdeveniment que va significar per als àrabs (i que ha quedat en la seva memòria col·lectiva com a tal) la constatació de la seva qualitat no de ciutadans sinó d'enemics, mentre que per als jueus va ser una crida d'atenció cap a l'existència del «problema» de la minoria àrab, eclipsada pel procés de construcció del nou Estat. Quaranta-set vilatans van ser metrallats en violar, sense saber-ho, un toc de queda que Israel havia imposat a les poblacions àrabs i que no havia donat temps a transmetre als camperols que es trobaven realitzant labors agrícoles fora del poble. Els responsables de la matança van ser jutjats i condemnats a penes simbòliques.
A pesar que la presència d'una important minoria àrab qüestionava el caràcter jueu de l'Estat i que, en la situació d'enfrontament d'Israel amb els països veïns, els àrabs del país estaven sota sospita permanent d'actuar com una cinquena columna, l'absència de drets civils per a la minoria àrab obstaculitza en oberta contradicció amb la voluntat que l'Estat d'Israel fos democràtic. Els governants d'Israel van aspirar des del principi a construir una societat veritablement democràtica i, a pesar de totes les desconfiances, van atorgar als àrabs israelians la ciutadania israeliana, el que els permetia ser electors i elegibles des de pràcticament el primer moment, obligava a establir fórmules que possibilitessin la seva participació política i cert grau d'integració en el sistema. A més de fer-los beneficiaris dels serveis socials associats a la ciutadania, van disposar d'una important autonomia comunitària tant en assumptes locals com en els religiosos (que incloïa el dret de família). En 1965 es va fer un primer intent de presentar una llista independent àrab per a les eleccions del Knesset, amb el grup radical al-Ard formant la Llista Àrab Unida. La llista va ser, no obstant això, prohibida per la Comissió Electoral Central israeliana.

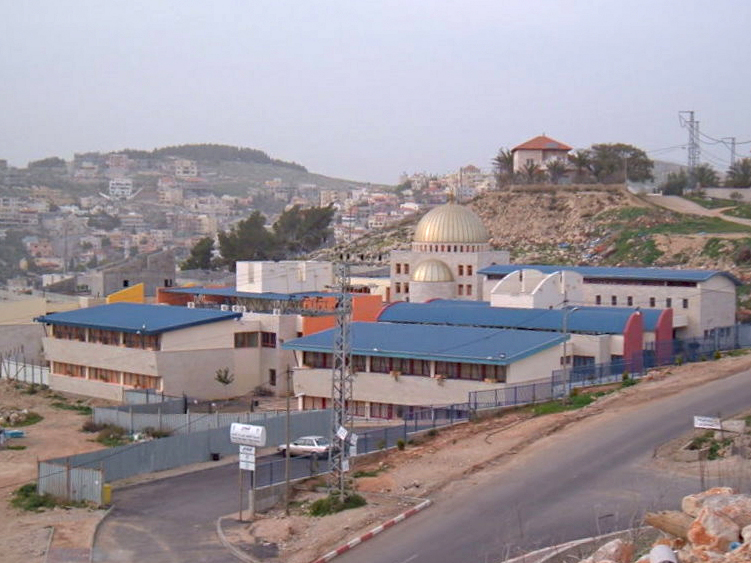
Umm al Fahm

En 1966 la llei marcial es va aixecar per complet, i el govern es va dedicar a desmantellar la majoria de les lleis discriminatòries, mentre que als ciutadans àrabs se'ls garantia, en teoria encara que no sempre en la pràctica, els mateixos drets que als ciutadans jueus.

### Des de 1967
L'any 1967 marca un punt d'inflexió en la història dels àrabs israelians. D'una banda, la Guerra dels Sis Dies, que acabaa amb l'ocupació israeliana de la Franja de Gaza i Cisjordània (els dos territoris del Mandat que havien quedat fora de les fronteres d'Israel), va suposar el contacte entre les poblacions palestines a un costat i a l'altre de la Línia Verda per primera vegada des de 1948. El tracte amb uns palestins nacionalistes, obertament enfrontats a Israel i enquadrats en nombroses organitzacions polítiques (tracte que va prendre en molts casos la forma de matrimoni) va suposar per als àrabs d'Israel un renaixement de la consciència de la seva identitat palestina i l'aparició d'una onada d'activisme polític que té el seu zenit en la vaga general del 30 de març de 1976. Amb el nom de Dia de la Terra, es va cridar a la resistència dels àrabs contra la confiscació de terres a Galilea per part del govern israelià, que es venia produint des de temps enrere en el marc d'un programa de judaïtzació de la regió del nord. Va haver enfrontaments que es van saldar amb sis àrabs morts i nombrosos ferits i detinguts, despertant el record de la massacre de Kafr Qasim.
És en aquesta etapa quan es comença a fer fort la tradicional reivindicació dels àrabs israelians perquè Israel deixi de definir-se com un Estat ètnic i es converteixi en Estat de tots els seus ciutadans, àrabs o hebreus.
El segon element que marca un gir en la situació dels àrabs d'Israel és el creixement econòmic que es va produir després de la guerra. Això va suposar un recanvi en l'escala ocupacional, van començar a ocupar tasques abandonades per jueus enriquits (petites empreses, capatassos, subcontractistes...) al mateix temps que deixaven els seus treballs físics no qualificats en mans d'obrers que arribaven diàriament dels territoris ocupats. Amb tot, la industrialització àrab va ser petita i completament depenent del mercat, els contractistes i les xarxes jueves, i no va tenir tot just accés a les ajudes estatals que gaudien les empreses jueves. Les activitats més habituals són el processament d'aliments, el sector tèxtil, el petit comerç, el transport i l'artesania.

## Demografia
Les autoritats d'Israel solen dividir els ciutadans àrabs de l'estat en quatre grups: tres d'ordre religiós (musulmans, cristians i drusos) i una quarta relacionada amb la manera de vida (beduïns). Els àrabs solen criticar aquesta divisió, considerant que pretén negar la seva identitat unitària.
La població àrab d'Israel es concentra sobretot en tres zones: Galilea, al nord de l'Estat; una regió anomenada el Triangle, més al centre, al costat de la frontera amb Cisjordània; i part del desert del Neguev, al sud. Un 71% viuen en 116 localitats de majoria àrab, de les quals 9 són ciutats, sent Natzaret la ciutat amb major percentatge de població àrab. Un 24% viu en ciutats de majoria jueva com Jaffa, Haifa, Ramla o Lod. El 4% restant correspon a les comunitats de beduïns del Neguev. Algunes d'aquestes comunitats resideixen en llogarets que no estan reconeguts oficialment per Israel, el que genera diversos problemes als seus veïns, com el no poder tenir escola o ambulatori mèdic, o fins i tot estar amenaçats de desallotjament i destrucció dels llogarets.
Els descendents dels 150.000 àrabs que van quedar dintre de les fronteres del naixent Estat jueu en 1948 són actualment 1.300.000 persones, un 20% de la població total d'Israel si s'inclou als habitants de Jerusalem Est (pertanyent a Cisjordània però annexionada per l'Estat hebreu).
Els àrabs israelians tenen, en general, una taxa de natalitat superior a la dels jueus. Aquesta població àrab, sumada a la dels territoris palestins, igualarà en nombre a la població jueva en l'antic territori del Mandat Britànic. El creixement de la ja nombrosa minoria àrab genera certa inquietud a Israel, perquè posa en dubte el caràcter jueu de l'Estat. Aquesta inquietud es tradueix en diferents posicions polítiques, que bàsicament segueixen una d'aquestes tres línies: 
- Que Israel es desfaci dels àrabs. És una opció radical racista que guanya adeptes a mesura que s'agreuja el conflicte àrab-israelià. Es plantegen com opcions: la transferència, això és, l'expulsió dels àrabs israelians cap a Cisjordània i Gaza, potser aprofitant un moment d'acarnissament del conflicte que faci justificable la mesura; és l'opció defensada pel partit Israel Beitenu, entre d'altres. Altres mesures serien la cessió a Cisjordània del Triangle, una sèrie de pobles àrabs al llarg de la Línia Verda, a canvi que els palestins cedeixin a Israel els assentaments jueus de Cisjordània, i encoratjar als àrabs a emigrar fora d'Israel.
- Que Israel deixi de ser un Estat jueu i es converteixi en un Estat dels seus ciutadans, bilingüe i laic, amb el dret al retorn dels refugiats. És l'opció que defensen la majoria d'àrabs israelians, intel·lectuals palestins i àrabs com Rashid Khalidi, Michael Tarazi, Ali Abunimah, i intel·lectuals jueus, com l'historiador Ilan Pappé, Orin Ben-Dor, Michel Warschawski, Haim Bresheeth, Jeff Halper, Dan Gavron o Gideon Levy i altres.
- Reduir la taxa de natalitat àrab mitjançant la inversió en la millora de la seva qualitat de vida, l'educació, l'accés a l'ocupació, etc. La idea és que, equiparant les condicions de vida dels àrabs a les dels jueus, s'equipararan també les taxes de naixements en ambdues comunitats i la minoria àrab es mantindrà en la proporció actual.
- Promoure la immigració jueva (aliyyà).